# Észak-Karolina kormányzóinak listája
Ez a lista az Amerikai Egyesült Államok Észak-Karolina államának kormányzóit sorolja föl. Eredetileg Karolina néven volt ismert, II. Károly angol király tiszteletére nevezték el (Charles latin változata Carolus). Az Egyesült Államok délkeleti részén helyezkedik el. Észak-Karolina provincia tagja volt az eredeti 13 kolóniának, amelyek kijelentettek elszakadásukat az angol koronától. 1789. november 21-én Észak-Karolina ratifikálta az alkotmányt, és tizenkettedikként belépett az unióba.
Észak-Karolina volt az utolsó állam, amely 1861. május 20-án elszakadt az Uniótól és csatlakozott a Amerikai Konföderációs Államokhoz. Az Amerikai polgárháború után 1868. július 4-én nyert újra felvételt az Egyesült Államok közé. Nyolc elismert indiántörzs él az állam területén. Mississippitől keletre Észak-Karolinának van a legnagyobb számú indián lakossága.
A kormányzói széket négy évre lehet elnyerni, s egyszer az adott kormányzó újraválasztható. A második terminus után egy terminus kihagyással az adott személy újra választhatóvá válik.
Jelenleg a 76. kormányzó, a Demokrata Párthoz tartozó Josh Stein tölti be a tisztséget 2025. január 1. óta.  A helyettes kormányzó a demokrata Rachel Hunt.

## Párthovatartozás
| Párt | Párt                     | Kormányzók |
| ---- | ------------------------ | ---------- |
|      | Demokrata                | 39         |
|      | Demokrata-republikánus   | 10         |
|      | Republikánus             | 7          |
| FÜGG | Független                | 6          |
|      | Whig                     | 5          |
|      | Föderalista              | 5          |
|      | Anti-Adminisztráció Párt | 2          |
|      | Nemzeti Egységpárt       | 1          |

## Észak-Karolina kolónia kormányzói
A lista az Észak-Karolina kolónia kormányzóit tartalmazza. A kolónia (önállóan) 1711 és 1775 között létezett.
- Edward Hyde 1711–1712
- Thomas Pollock 1712–1714 (helyettesként)
- Charles Eden 1714–1722
- Thomas Pollock 1722 (helyettesként)
- William Reed 1722–1724 (helyettesként)
- George Burrington 1724–1725
- Richard Everard 1725–1731
- George Burrington 1731–1734
- Nathaniel Rice 1734 (helyettesként)
- Gabriel Johnston 1734–1752
- Nathaniel Rice 1752–1753 (helyettesként)
- Matthew Rowan 1753–1754 (helyettesként)
- Arthur Dobbs 1753–1765
- William Tryon 1765–1771
- James Hasell 1771, 1774 (helyettesként)
- Josiah Martin 1771–1775

## Észak-Karolina szövetségi állam kormányzói
| A Észak-Karolina kormányzóinak listája                                                                                      | A Észak-Karolina kormányzóinak listája                                                                                      | A Észak-Karolina kormányzóinak listája                                                                                      | A Észak-Karolina kormányzóinak listája                                                                                      | A Észak-Karolina kormányzóinak listája                                                                                      | A Észak-Karolina kormányzóinak listája                                                                                      | A Észak-Karolina kormányzóinak listája | A Észak-Karolina kormányzóinak listája                                                                                      | A Észak-Karolina kormányzóinak listája                                                                                      |
| Demokrata-Republikánus Föderalista Adminisztrációellenes Párt Nemzeti Egységpárt Whig Párt Demokrata Párt Republikánus Párt | Demokrata-Republikánus Föderalista Adminisztrációellenes Párt Nemzeti Egységpárt Whig Párt Demokrata Párt Republikánus Párt | Demokrata-Republikánus Föderalista Adminisztrációellenes Párt Nemzeti Egységpárt Whig Párt Demokrata Párt Republikánus Párt | Demokrata-Republikánus Föderalista Adminisztrációellenes Párt Nemzeti Egységpárt Whig Párt Demokrata Párt Republikánus Párt | Demokrata-Republikánus Föderalista Adminisztrációellenes Párt Nemzeti Egységpárt Whig Párt Demokrata Párt Republikánus Párt | Demokrata-Republikánus Föderalista Adminisztrációellenes Párt Nemzeti Egységpárt Whig Párt Demokrata Párt Republikánus Párt | Demokrata-Republikánus Föderalista Adminisztrációellenes Párt Nemzeti Egységpárt Whig Párt Demokrata Párt Republikánus Párt                                                                                  | Demokrata-Republikánus Föderalista Adminisztrációellenes Párt Nemzeti Egységpárt Whig Párt Demokrata Párt Republikánus Párt | Demokrata-Republikánus Föderalista Adminisztrációellenes Párt Nemzeti Egységpárt Whig Párt Demokrata Párt Republikánus Párt |
| # | Kép | Kormányzó | Kormányzói szolgálat kezdete                                                                                                | Kormányzói szolgálat vége                                                                                                   | Párt | Egyéb választott (szövetségi) tisztségei | Helyettes | Helyettes |
| --- | --- | --- | --- | --- | --- | --- | --- | --- |
| 1 | | Richard Caswell | 1776. november 12. | 1780. április 20. | FÜGG | | nem volt | nem volt |
| 2 | | Abner Nash | 1780. április 20. | 1781. június 26. | FÜGG | | nem volt | nem volt |
| 3 | | Thomas Burke | 1781. június 26. | 1782. április 22. | FÜGG | | nem volt | nem volt |
| 4 | | Alexander Martin | 1782. április 22. | 1785. május 13. | FÜGG | Az Egyesült Államok szenátusának tagja (1793–1799) | nem volt | nem volt |
| 5 | | Richard Caswell | 1785. május 13. | 1787. december 20. | FÜGG | | nem volt | nem volt |
| 6 | | Samuel Johnston | 1787. december 20. | 1789. december 17. | | Az Egyesült Államok szenátusának tagja (1789–1793) | nem volt | nem volt |
| 7 | | Alexander Martin | 1789. december 17. | 1792. december 14. | | Az Egyesült Államok szenátusának tagja (1793–1799) | nem volt | nem volt |
| 8 | | Richard Dobbs Spaight | 1792. december 14. | 1795. november 19. | | Az Egyesült Államok képviselőházának tagja (1798–1801) | nem volt | nem volt |
| 9 | | Samuel Ashe | 1795. november 19. | 1798. december 7. | | | nem volt | nem volt |
| 10 | | William Richardson Davie | 1798. december 7. | 1799. november 23. | | | nem volt | nem volt |
| 11 | | Benjamin Williams | 1799. november 23. | 1802. december 6. | | Az Egyesült Államok képviselőházának tagja (1793–1795) | nem volt | nem volt |
| 12 | | James Turner | 1802. december 6. | 1805. december 10. | | Az Egyesült Államok szenátusának tagja (1805–1816) | nem volt | nem volt |
| 13 | | Nathaniel Alexander | 1805. december 10. | 1807. december 1. | | Az Egyesült Államok képviselőházának tagja (1803–1805) | nem volt | nem volt |
| 14 | | Benjamin Williams | 1807. december 1. | 1808. december 12. | | Az Egyesült Államok képviselőházának tagja (1793–1795) | nem volt | nem volt |
| 15 | | David Stone | 1808. december 12. | 1810. december 1. | | Az Egyesült Államok képviselőházának tagja (1799–1801) Az Egyesült Államok szenátusának tagja (1801–1807; 1813–1814)                                                                                         | nem volt | nem volt |
| 16 | | Benjamin Smith | 1810. december 1. | 1811. december 11. | | | nem volt | nem volt |
| 17 | | William Hawkins | 1811. december 11. | 1814. november 29. | | | nem volt | nem volt |
| 18 | | William Miller | 1814. november 29. | 1817. december 6. | | | nem volt | nem volt |
| 19 | | John Branch | 1817. december 6. | 1820. december 7. | | Az Egyesült Államok szenátusának tagja (1823–1829) Az Egyesült Államok tengerészeti minisztere (1829–1831) Az Egyesült Államok képviselőházának tagja (1831–1833) A floridai terület kormányzója (1844–1845) | nem volt | nem volt |
| 20 | | Jesse Franklin | 1820. december 7. | 1821. december 7. | | Az Egyesült Államok képviselőházának tagja (1795–1797) Az Egyesült Államok szenátusának tagja (1799–1805; 1807–1813) Az Egyesült Államok Szenátusának pro tempore elnöke (1804)                              | nem volt | nem volt |
| 21 | | Gabriel Holmes | 1821. december 7. | 1824. december 7. | | Az Egyesült Államok képviselőházának tagja (1825–1829) | nem volt | nem volt |
| 22 | | Hutchins Gordon Burton | 1824. december 7. | 1827. december 8. | FÜGG | Az Egyesült Államok képviselőházának tagja (1819–1824) | nem volt | nem volt |
| 23 | | James Iredell Jr. | 1827. december 8. | 1828. december 12. | | Az Egyesült Államok szenátusának tagja (1828–1831) | nem volt | nem volt |
| 24 | | John Owen | 1828. december 12. | 1830. december 18. | | | nem volt | nem volt |
| 25 | | Montfort Stokes | 1830. december 18. | 1832. december 6. | | Az Egyesült Államok szenátusának tagja (1816–1823) | nem volt | nem volt |
| 26 | | David Lowry Swain | 1832. december 6. | 1835. december 10. | | | nem volt | nem volt |
| 27 | | Richard Dobbs Spaight Jr.                                                                                                   | 1835. december 10. | 1836. december 31. | | Az Egyesült Államok képviselőházának tagja (1823–1825) | nem volt | nem volt |
| 28 | | Edward Bishop Dudley | 1836. december 31. | 1841. január 1. | | Az Egyesült Államok képviselőházának tagja (1829–1831) | nem volt | nem volt |
| 29 | | John Motley Morehead | 1841. január 1. | 1845. január 1. | | Az Amerikai Konföderációs Államok képviselőházának tagja (1861) | nem volt | nem volt |
| 30 | | William Alexander Graham | 1845. január 1. | 1849. január 1. | | Az Egyesült Államok szenátusának tagja (1840–1843) Az Egyesült Államok tengerészeti minisztere (1850–1852) Az Amerikai Konföderációs Államok szenátusának tagja (1864–1865)                                  | nem volt | nem volt |
| 31 | | Charles Manly | 1849. január 1. | 1851. január 1. | | | nem volt | nem volt |
| 32 | | David Settle Reid | 1851. január 1. | 1854. december 6. | | Az Egyesült Államok képviselőházának tagja (1843–1847) Az Egyesült Államok szenátusának tagja (1854–1859) | nem volt | nem volt |
| 33 | | Warren Winslow | 1854. december 6. | 1855. január 1. | | Az Egyesült Államok képviselőházának tagja (1855–1861) | nem volt | nem volt |
| 34 | | Thomas Bragg | 1855. január 1. | 1859. január 1. | | Az Egyesült Államok szenátusának tagja (1859–1861) Az Amerikai Konföderációs Államok igazságügyi minisztere (1861–1862)                                                                                      | nem volt | nem volt |
| 35 | | John Willis Ellis | 1859. január 1. | 1861. július 7. | | | nem volt | nem volt |
| 36 | | Henry Toole Clark | 1861. július 7. | 1862. szeptember 8. | | | nem volt | nem volt |
| 37 | | Zebulon Baird Vance | 1862. szeptember 8. | 1865. május 29. | | Az Egyesült Államok képviselőházának tagja (1858–1861) Az Egyesült Államok szenátusának tagja (1879–1894) | nem volt | nem volt |
| 38 | | William Woods Holden | 1865. május 29. | 1865. december 15. | | | nem volt | nem volt |
| 39 | | Jonathan Worth | 1865. december 15. | 1868. július 1. | | | nem volt | nem volt |
| 40 | | William Woods Holden | 1868. július 1. | 1871. március 22. | | | Tod Robinson Caldwell | |
| 41 | | Tod Robinson Caldwell | 1871. március 22. | 1874. július 11. | | | Nem volt betöltve | Nem volt betöltve |
| 41 | Curtis Hooks Brogden (1873–1874)                                                                                            | Tod Robinson Caldwell | 1871. március 22. | 1874. július 11. | | | | |
| 42 | | Curtis Hooks Brogden | 1874. július 11. | 1877. január 1. | | Az Egyesült Államok képviselőházának tagja (1877–1879) | Nem volt betöltve | Nem volt betöltve |
| 43 | | Zebulon Baird Vance | 1877. január 1. | 1879. február 5. | | Az Egyesült Államok képviselőházának tagja (1858–1861) Az Egyesült Államok szenátusának tagja (1879–1894) | Thomas Jordan Jarvis | |
| 44 | | Thomas Jordan Jarvis | 1879. február 5. | 1885. január 21. | | Az Egyesült Államok szenátusának tagja (1894–1895) Az Egyesült Államokat képviselő miniszter Brazíliában (1885–1888)                                                                                         | James L. Robinson | |
| 45 | | Alfred Moore Scales | 1885. január 21. | 1889. január 17. | | Az Egyesült Államok képviselőházának tagja (1857–1859; 1875–1884) | Charles M. Stedman | |
| 46 | | Daniel Gould Fowle | 1889. január 17. | 1891. április 7. | | | Thomas Michael Holt | |
| 47 | | Thomas Michael Holt | 1891. április 7. | 1893. január 18. | | | Nem volt betöltve | Nem volt betöltve |
| 48 | | Elias Carr | 1893. január 18. | 1897. január 12. | | | Rufus A. Doughton | |
| 49 | | Daniel Lindsay Russell | 1897. január 12. | 1901. január 15. | | Az Egyesült Államok képviselőházának tagja (1879–1881) | Charles A. Reynolds | |
| 50 | | Charles Brantley Aycock | 1901. január 15. | 1905. január 11. | | | Wilfred D. Turner | |
| 51 | | Robert Broadnax Glenn | 1905. január 11. | 1909. január 12. | | | Francis D. Winston | |
| 52 | | William Walton Kitchin | 1909. január 12. | 1913. január 15. | | Az Egyesült Államok képviselőházának tagja (1897–1909) | William C. Newland | |
| 53 | | Locke Craig | 1913. január 15. | 1917. január 11. | | | Elijah L. Daughtridge | |
| 54 | | Thomas Walter Bickett | 1917. január 11. | 1921. január 12. | | | Oliver Max Gardner | |
| 55 | | Cameron A. Morrison | 1921. január 12. | 1925. január 14. | | Az Egyesült Államok szenátusának tagja (1930–1932) Az Egyesült Államok képviselőházának tagja (1943–1945) | William B. Cooper | |
| 56 | | Angus Wilton McLean | 1925. január 14. | 1929. január 11. | | | Jacob E. Long | |
| 57 | | Oliver Max Gardner | 1929. január 11. | 1933. január 5. | | Az Egyesült Államok pénzügyi minisztere (1946–1947) | Richard T. Fountain | |
| 58 | | John C.B. Ehringhaus | 1933. január 5. | 1937. január 7. | | | Alexander H. Graham | |
| 59 | | Clyde R. Hoey | 1937. január 7. | 1941. január 9. | | Az Egyesült Államok képviselőházának tagja (1919–1921) Az Egyesült Államok szenátusának tagja (1945–1954) | Wilkins P. Horton | |
| 60 | | J. Melville Broughton | 1941. január 9. | 1945. január 4. | | Az Egyesült Államok szenátusának tagja (1948–1949) | Reginald L. Harris | |
| 61 | | R. Gregg Cherry | 1945. január 4. | 1949. január 6. | | | Lynton Y. Ballentine | |
| 62 | | W. Kerr Scott | 1949. január 6. | 1953. január 8. | | Az Egyesült Államok szenátusának tagja (1954–1958) | Hoyt Patrick Taylor | |
| 63 | | William B. Umstead | 1953. január 8. | 1954. november 7. | | Az Egyesült Államok képviselőházának tagja (1933–1939) Az Egyesült Államok szenátusának tagja (1946–1948) | Luther H. Hodges | |
| 64 | | Luther H. Hodges | 1954. november 7. | 1961. január 5. | | Az Egyesült Államok kereskedelmi minisztere (1961–1965) | Nem volt betöltve | Nem volt betöltve |
| 64 | Luther E. Barnhardt (1957–1961)                                                                                             | Luther H. Hodges | 1954. november 7. | 1961. január 5. | | Az Egyesült Államok kereskedelmi minisztere (1961–1965) | | |
| 65 | | Terry Sanford | 1961. január 5. | 1965. január 8. | | Az Egyesült Államok szenátusának tagja (1986–1993) | Harvey Cloyd Philpott | |
| 65 | Nem volt betöltve | Terry Sanford | 1961. január 5. | 1965. január 8. | | Az Egyesült Államok szenátusának tagja (1986–1993) | | |
| 66 | | Dan K. Moore | 1965. január 8. | 1969. január 3. | | | Robert W. Scott | |
| 67 | | Robert W. Scott | 1969. január 3. | 1973. január 5. | | | Hoyt Patrick Taylor, Jr. | |
| 68 | | James Holshouser | 1973. január 5. | 1977. január 8. | | | James B. Hunt Jr. | |
| 69 | | James B. Hunt Jr. | 1977. január 8. | 1985. január 5. | | | James C. Green | |
| 70 | | James G. Martin | 1985. január 5. | 1993. január 9. | | Az Egyesült Államok képviselőházának tagja (1973–1985) | Robert B. Jordan, III (1985–1989)                                                                                           | |
| 70 | James Carson Gardner (1989–1993)                                                                                            | James G. Martin | 1985. január 5. | 1993. január 9. | | Az Egyesült Államok képviselőházának tagja (1973–1985) | | |
| 71 | | James B. Hunt Jr. | 1993. január 9. | 2001. január 6. | | | Dennis A. Wicker | |
| 72 | | Mike Easley | 2001. január 6. | 2009. január 10. | | | Beverly Perdue | |
| 73 | | Beverly Perdue | 2009. január 10. | 2013. január 5. | | | Walter H. Dalton | |
| 74 | | Pat McCrory | 2013. január 5. | 2017. január 1. | | | Dan Forest (2013–2021) | |
| 75 | | Roy Cooper | 2017. január 1. | 2025. január 1, | | | Dan Forest (2013–2021) | |
| 75 | Mark Robinson (2021–2025)                                                                                                   | Roy Cooper | 2017. január 1. | 2025. január 1, | | | | |
| 76 | | Josh Stein | 2025. január 1. | hivatalban | | | Rachel Hunt | |